# Nuri Bilge Ceylan
Nuri Bilge Ceylan (ˈnuːri ˈbilɡe ˈdʒejlan; n. Estambul, 26 de enero de 1959) es un fotógrafo, actor, guionista y director de cine turco que ha sido acreedor del Premio del Festival de Cannes al mejor director de 2008 por la película Üç maymun (Tres monos). Está casado con la cineasta, fotógrafa, y actriz Ebru Ceylan, su coestrella en İklimler (Climas). En el 2014 ganó la Palma de Oro del Festival de Cannes con su película "Winter Sleep" cuyo guion coescribió con su esposa. Dicha cinta, inspirada en relatos de Chejov, León Tolstói y Fedor Dostoievski fue la más larga en participar en la edición 2014 del Festival y la más larga en la historia del evento en alzarse con una Palma de Oro. Su proyecto más reciente es una cinta sobre la inmigración turca en América Latina, en particular en Colombia.

## Filmografía
| Año  | Título                                                        | Labor    | Labor     | Labor     | Notas                                                                           |
| Año  | Título                                                        | Director | Productor | Guionista | Notas                                                                           |
| ---- | ------------------------------------------------------------- | -------- | --------- | --------- | ------------------------------------------------------------------------------- |
| 1995 | Cocoon (Original: Koza)                                       | Sí       | Sí        | Sí        | Cortometraje.                                                                   |
| 1998 | Small Town (Original: Kasaba)                                 | Sí       | Sí        | Sí        | Debut cinematográfico.                                                          |
| 2000 | Clouds of May (Original: Mayıs Sıkıntısı)                     | Sí       | Sí        | Sí        |                                                                                 |
| 2002 | Uzak (Original: Uzak)                                         | Sí       | Sí        | Sí        | Gran Premio del Jurado en Festival de Cannes                                    |
| 2006 | Los climas (Original: İklimler)                               | Sí       | Sí        | Sí        | Premio de FIPRESCI en Festival de Cannes. También actúa.                        |
| 2008 | Tres monos (Original: Üç Maymun)                              | Sí       | Sí        | Sí        | Ganador en el Festival de Cannes al mejor director                              |
| 2011 | Érase una vez en Anatolia (Original: Bir Zamanlar Anadolu'da) | Sí       | Sí        | Sí        | Gran Premio del Jurado en Festival de Cannes                                    |
| 2014 | Sueño de invierno (Original: Kis uykusu)                      | Sí       | Sí        | Sí        | Palma de Oro del Festival de Cannes Premio Turia a la mejor película extranjera |
| 2018 | El peral silvestre (Original: Ahlat Ağacı)                    | Sí       | Sí        | Sí        |                                                                                 |
| 2023 | Sobre la hierba seca (Original: Kuru Otlar Üstüne)            | Sí       | Sí        | Sí        |                                                                                 |

## Premios y distinciones
Festival Internacional de Cine de Cannes
| Año  | Categoría              | Película                  | Resultado |
| ---- | ---------------------- | ------------------------- | --------- |
| 2003 | Gran Premio del Jurado | Uzak                      | Ganador   |
| 2006 | Premio FIPRESCI        | Climates                  | Ganador   |
| 2008 | Mejor Director         | Tres monos                | Ganador   |
| 2011 | Gran Premio del Jurado | Érase una vez en Anatolia | Ganador   |
| 2014 | Palma de Oro           | Sueño de invierno         | Ganador   |
| 2014 | Premios FIPRESCI       | Sueño de invierno         | Ganador   |

Festival Internacional de Cine de San Sebastián
| Año  | Categoría            | Película | Resultado |
| ---- | -------------------- | -------- | --------- |
| 2003 | Gran Premio FIPRESCI | Uzak     | Ganador   |